# Avena fatua
L'avena selvatica (Avena fatua L., 1753) è una pianta angiosperma monocotiledone appartenente alla famiglia delle Poacee (o Gramineae, nom. cons.).

## Etimologia
Il nome generico (Avena) deriva da un nome latino per avena (nome volgare della pianta coltivata sin dall'antichità). L'epiteto specifico (fatua) indica un tipo di grano ispido, senza valore, non adatto come cibo.
Il nome scientifico della specie è stato definito da Linneo (1707 – 1778), biologo svedese considerato il padre della moderna classificazione scientifica degli organismi viventi, nella pubblicazione "Species Plantarum - 1: 80" del 1753.

## Descrizione

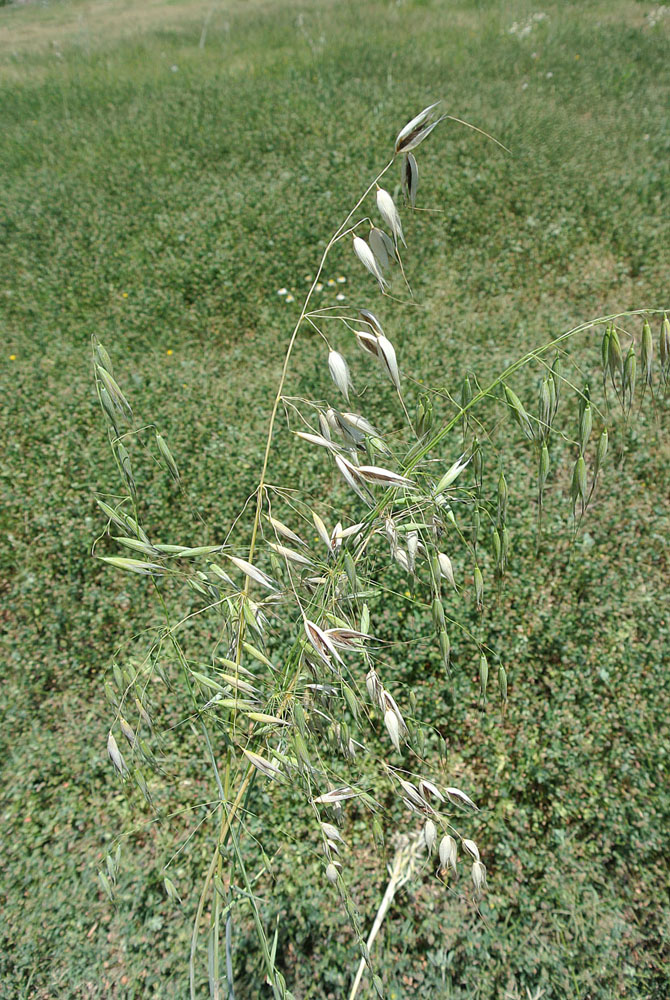
Il portamento

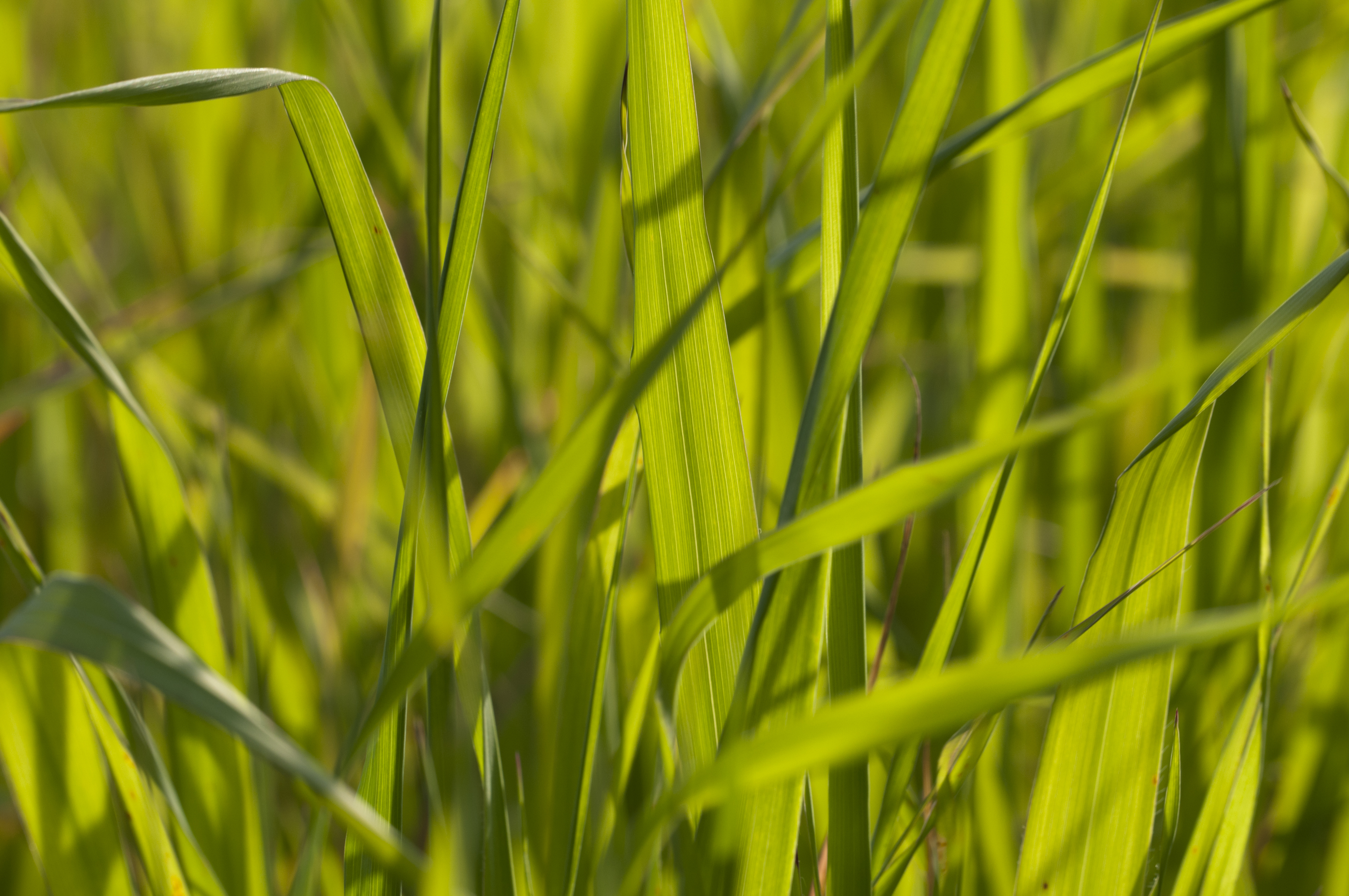
Le foglie

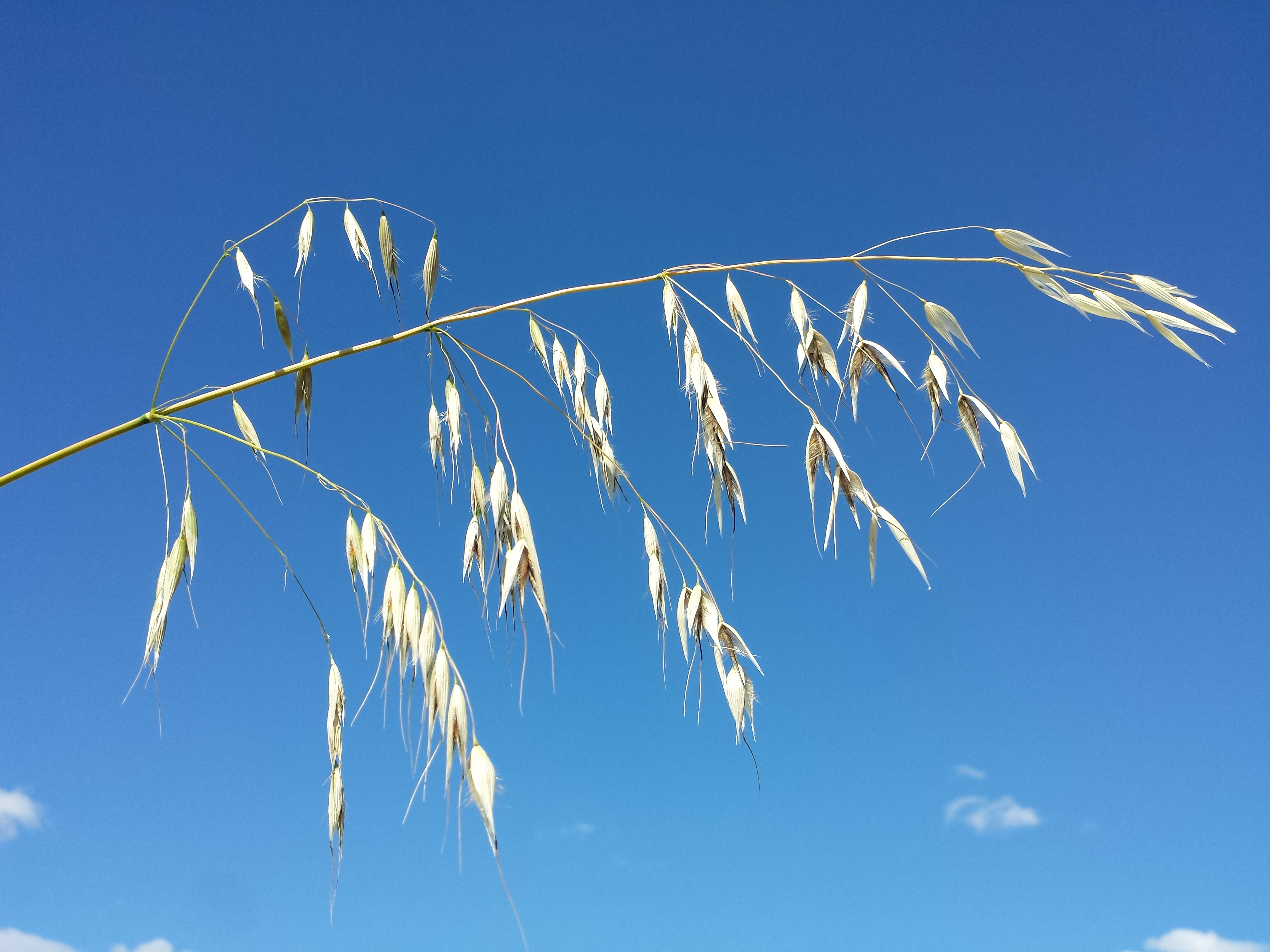
Infiorescenza

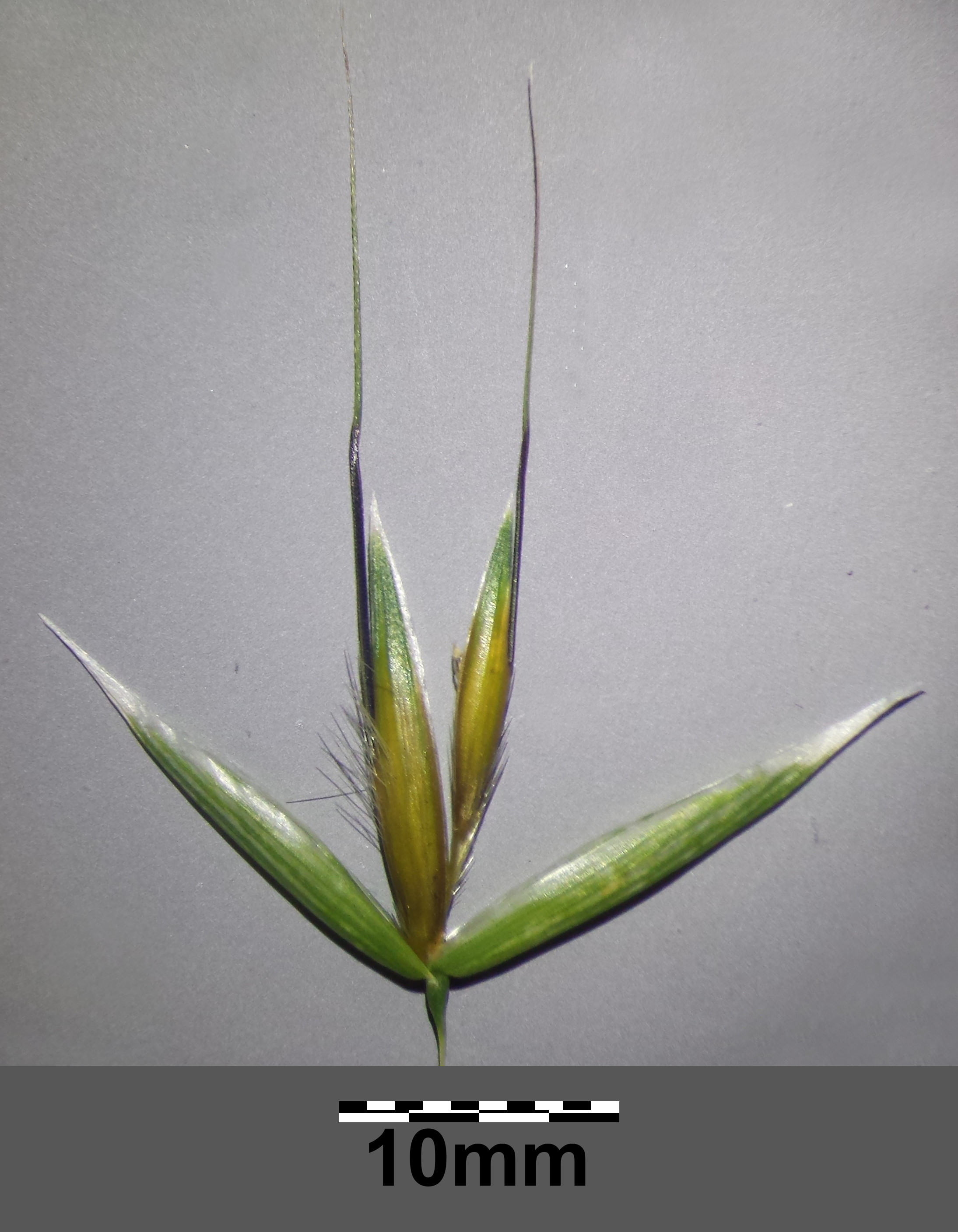
I fiori

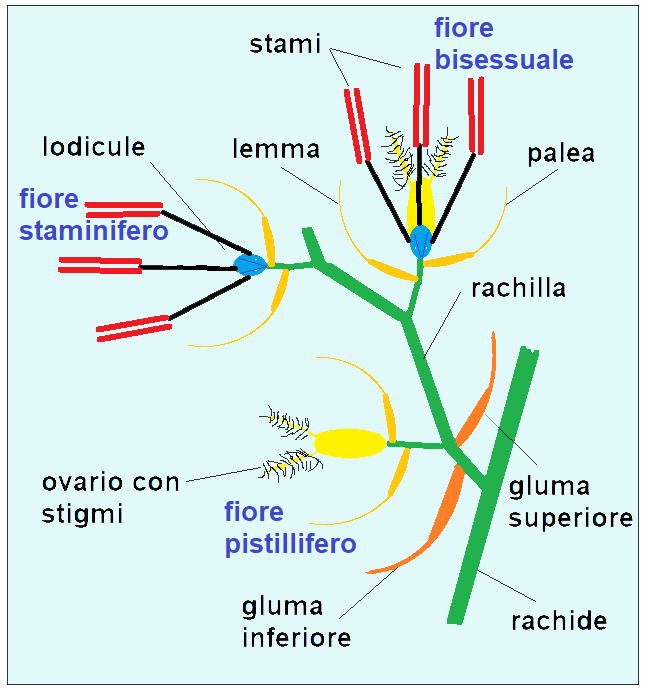
Spighetta generica con tre fiori diversi

Queste piante arrivano ad una altezza di 2 - 10 dm (massimo 120 cm). La forma biologica è terofita scaposa (T scap), ossia in generale sono piante erbacee che differiscono dalle altre forme biologiche poiché, essendo annuali, superano la stagione avversa sotto forma di seme e sono munite di asse fiorale eretto e spesso privo di foglie.

### Radici
Le radici sono fascicolate avventizie.

### Fusto
La parte aerea del fusto è un culmo solitario, glabro, ascendente e snello. I culmi raramente possono essere fascicolati oppure singolarmente genicolati alla base. Sono presenti 2 - 4 nodi per culmo.

### Foglie
Le foglie lungo il culmo sono disposte in modo alterno, sono distiche e si originano dai vari nodi. Sono composte da una guaina, una ligula e una lamina. Le venature sono parallelinervie. Non sono presenti i pseudopiccioli e, nell'epidermide delle foglia, le papille. 
- Guaina: la guaina è abbracciante il fusto e in genere è priva di auricole; le guaine sono glabre o puberule alla base.
- Ligula: la ligula nelle foglie inferiori è acuta (lunghezza 3 – 5 mm); nelle foglie superiori è tronca (lunghezza 2 mm).
- Lamina: la lamina ha delle forme lineari e piatte con apice acuminato; la superficie è glabra o scabrosa; i bordi sono cigliati. Dimensione della lamina: larghezza 4 – 12 mm; lunghezza 10 – 30 cm

### Infiorescenza
Infiorescenza principale (sinfiorescenza o semplicemente spiga): le infiorescenze, di tipo racemoso terminale (un racemo per infiorescenza), hanno la forma di una ampia e ricca pannocchia piramidale formata da diverse spighette disposte unilateralmente. La pannocchia è lungamente peduncolata (il peduncolo è scabro verso il basso). I rami, scabrosi, sono patenti e verticillati a 4 - 7; sono allargati in tutte le direzioni. La rachilla si estende oltre i fiori. La fillotassi dell'inflorescenza inizialmente è a due livelli (o a due ranghi), anche se le successive ramificazioni la fanno apparire a spirale. Lunghezza della spiga: 10 – 40 cm.

### Spighetta
Infiorescenza secondaria (o spighetta): le spighette, compresse lateralmente con forme da ellittiche a oblunghe, sottese da due brattee distiche e strettamente sovrapposte chiamate glume (inferiore e superiore), sono formate da due o tre fiori. Alla base di ogni fiore sono presenti due brattee: la palea e il lemma. La disarticolazione in genere avviene con la rottura della rachilla a maturità dei fiori (tutti i fiori si disarticolano e sono caduchi). Lunghezza delle spighette: 18 – 25 mm.
- Glume: le glume, con forme lanceolate, apice acuto e consistenza erbacea, sono subuguali e possono racchiudere i fiori; possono avere da 9 a 11 venature. Lunghezza 15 – 30 mm.
- Palea: la palea è un profillo lanceolato con alcune venature e margini cigliati.
- Lemma: il lemma, a consistenza coriacea, nella parte distale è bifido; in genere è glabrescente (ispido nella parte inferiore e glabro sopra). Sul dorso è presente una resta inferiormente attorcigliata e ginocchiata. Lunghezza del lemma 13 – 20 mm. Lunghezza della resta: 30 – 50 mm.

### Fiore
I fiori fertili sono attinomorfi formati da 3 verticilli: perianzio ridotto, androceo  e gineceo.
- Formula fiorale:[8]

*, P 2, A (1-)3(-6), G (2–3) supero, cariosside.
- Il perianzio è ridotto e formato da due lodicule, delle squame traslucide, poco visibili (forse relitto di un verticillo di 3 sepali). Le lodicule sono membranose e non vascolarizzate.
- L'androceo è composto da 3 stami ognuno con un breve filamento libero, una antera sagittata e due teche. Le antere sono basifisse con deiscenza da una fessura laterale longitudinale. Il polline è monoporato.
- Il gineceo è composto da 3-(2) carpelli connati formanti un ovario supero. L'ovario, pubescente all'apice, ha un solo loculo con un solo ovulo subapicale (o quasi basale). L'ovulo è anfitropo e semianatropo e tenuinucellato o crassinucellato. Lo stilo è breve con due stigmi papillosi e distinti.
- Fioritura: da aprile a giugno (agosto).

### Frutti
I frutti sono cariossidi, ossia sono piccoli chicchi indeiscenti, con forme ovoidali, nei quali il pericarpo è formato da una sottile parete che circonda il singolo seme. In particolare il pericarpo è fuso al seme ed è aderente. L'endocarpo non è indurito e l'ilo è lungo e lineare. L'embrione è provvisto di epiblasto; ha inoltre un solo cotiledone altamente modificato (scutello senza fessura) in posizione laterale. I margini embrionali della foglia non si sovrappongono. A volte l'endosperma è liquido.

## Biologia
Come gran parte delle Poaceae, le specie di questo genere si riproducono per impollinazione anemogama. Gli stigmi più o meno piumosi sono una caratteristica importante per catturare meglio il polline aereo. 
La dispersione dei semi avviene inizialmente a opera del vento (dispersione anemocora) e una volta giunti a terra grazie all'azione di insetti come le formiche (mirmecoria). In particolare i frutti di queste erbe possono sopravvivere al passaggio attraverso le budella dei mammiferi e possono essere trovati a germogliare nello sterco.

## Distribuzione e habitat

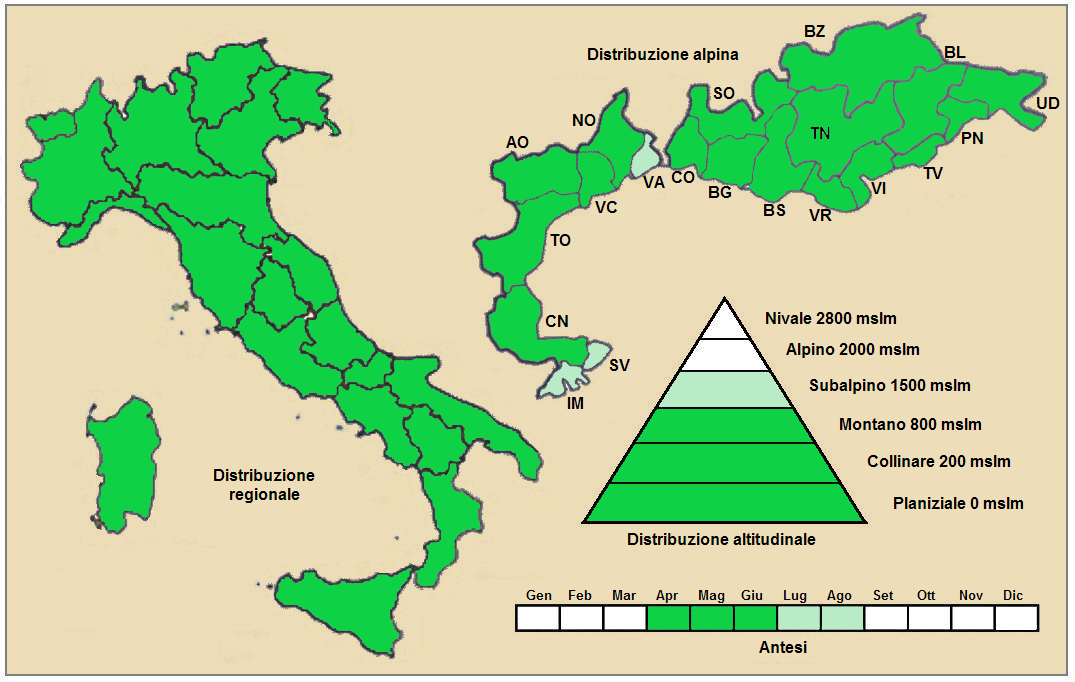
Distribuzione della pianta
(Distribuzione regionale – Distribuzione alpina)

- Geoelemento: il tipo corologico (area di origine) è Eurasiatico o anche Mediterraneo / Asiatico-Occidentale.
- Distribuzione:  in Italia è una pianta comune in tutto il territorio. Nelle Alpi è presente ovunque. Sugli altri rilievi europei collegati alle Alpi si trova nella Foresta Nera, Vosgi, Massiccio del Giura, Massiccio Centrale, Pirenei, Monti Balcani e Carpazi.[17] Nel resto dell'Europa e dell'areale del Mediterraneo questa specie si trova in Europa, Transcaucasia, Anatolia e Africa mediterranea.[18] Fuori dall'Europa (e dal bacino mediterraneo) si trova in Asia (Afghanistan, Bhutan, India, Kazakistan, Kirghizistan, Nepal, Pakistan, Siberia, Tagikistan, Turkmenistan e Uzbekistan).[13]
- Habitat: gli habitat tipici sono i prati, i campi di cereali (è considerata una pianta infestante) e le siepi. Il substrato preferito è calcareo ma anche calcareo/siliceo con pH basico, medi valori nutrizionali del terreno che deve essere secco.[17]
- Distribuzione altitudinale: sui rilievi queste piante si possono trovare fino a 1.800 m s.l.m.; nelle Alpi frequentano quindi i seguenti piani vegetazionali: collinare, montano e in parte quello subalpino (oltre a quello planiziale – a livello del mare).

### Fitosociologia

#### Areale alpino
Dal punto di vista fitosociologico alpino Avena fatua appartiene alla seguente comunità vegetale:
- Formazione: delle comunità terofiche pioniere nitrofile
  - Classe: Stellarietea mediae
    - Ordine: Papaveretalia rhoeadis

#### Areale italiano
Per l'areale completo italiano Avena fatua appartiene alla seguente comunità vegetale:
- Macrotipologia: vegetazione erbacea sinantropica, ruderale e megaforbieti.
  - Classe: Stellarietea mediae
    - Subclasse: Stellarienea mediae
      - Ordine: Centaureetalia cyani
        - Alleanza: Caucalidion platycarpi

Descrizione: l'alleanza Caucalidion platycarpi include comunità infestanti annuali, terofitiche spesso ricche in specie, che crescono nei campi di cereali o nei vigneti e che si sviluppa su terreni di natura limoso-argillosa, in corrispondenza di clima temperato e supramediterraneo. La composizione floristica dell'alleanza cambia sensibilmente durante le stagioni e quindi diverse associazioni sono riconosciute per le comunità primaverili ed estive negli stessi siti. È distribuita in Europa centrale e meridionale; inoltre è stata segnalata in Italia settentrionale e centro-meridionale.

## Tassonomia
La famiglia delle Poacee comprende circa 800 generi e oltre 9.000 specie. È una delle famiglie più numerose e più importanti del gruppo delle monocotiledoni. La famiglia è suddivisa in 12 sottofamiglie, il genere Avena  fa parte della sottofamiglia Pooideae, tribù Poeae, sottotribù Aveninae.

### Filogenesi
La sottotribù Aveninae fa parte della tribù Poeae Dumort., 1824 e quindi della supertribù Poodae L. Liu, 1980. All'interno della tribù, la sottotribù Aveninae appartiene al gruppo con le sequenze dei plastidi di tipo "Poeae" (definito "Poeae chloroplast groups 1" o anche "Plastid Group 1 (Poeae-type)").
All'interno delle Aveninae si individuano due subcladi. Avena si trova nel primo clade insieme ai generi Arrhenatherum e Helictotrichon. Le specie di Avena formano una serie complessa di poliploidi. La specie di questa voce fa parte della sezione Avena, contenente tutte specie esaploidi. Un recente studio del gene 3-fosfoglicerato chinasi un enzima del plastidio nucleare (chiamato Pgk1) su 14 diplodi, 8 tetraploidi e 4 esaploidi del genere Avena ha evidenziato tre genomi principali (A - C - D) e diversi sottocladi, assegnando alla specie di questa voce il genoma ACD (esaploide) derivato probabilmente da un evento di allopoliploidizzazione indipendente.
Le seguenti sono sinapomorfie relative a tutta la sottofamiglie (Pooideae):
- la fillotassi dell'inflorescenza inizialmente è a due livelli;
- le spighette sono compresse lateralmente;
- i margini embrionali della foglia non si sovrappongono;
- l'embrione è privo della fessura scutellare.

Per il genere Avena è stata individuata la seguente sinapomorfia: l'ilo è lineare.
Il numero cromosomico di A. fatua è: 2n = 42 (esaploide).

### Sottospecie e specie simili
Questa specie è una pianta polimorfa (il numero cromosomico è di tipo esaploide). La polimorfia si manifesta soprattutto nelle spighette e nelle foglie.
Alcune checklist riconoscono le seguenti sottospecie:
- Avena fatua subsp. aemulans (Nevski) H. Scholz, 1991 - Distribuzione: Russia meridionale.
- Avena fatua subsp. cultiformis Malzev, 1929 - Distribuzione: Polonia, Ucraina e Russia meridionale.
- Avena fatua subsp. meridionalis Malzev, 1929 - Distribuzione: Spagna, Transcaucasia, Anatolia e Africa mediterranea.

Simile alla specie Avena barbata, la specie di questa voce si distingue per le ariste meno lunghe.

### Sinonimi
Questa entità ha avuto nel tempo diverse nomenclature. L'elenco seguente indica alcuni tra i sinonimi più frequenti:
- Anelytrum avenaceum Hack.
- Avena fatua var. acidophila Kiec
- Avena fatua var. alcaliphila Kiec
- Avena fatua var. alta Kiec
- Avena fatua var. altissima Kiec
- Avena fatua subsp. brevipilosa Kiec
- Avena fatua subsp. glabrata (Peterm.) Piper & Beattie
- Avena fatua var. gravis Kiec
- Avena fatua var. hyugaensis Yamag.
- Avena fatua var. levis Kiec
- Avena fatua subvar. naniformis Yamag.
- Avena fatua var. nipponica Yamag.
- Avena fatua var. pilosiformis Yamag.
- Avena fatua subvar. pseudonana Yamag.
- Avena fatua subvar. pumila Yamag.
- Avena fatua f. subcontracta Yamag.
- Avena fatua subvar. zine Yamag.
- Avena intermedia T.Lestib.
- Avena intermedia Lindgr.
- Avena japonica Steud.
- Avena lanuginosa Gilib.
- Avena meridionalis (Malzev) Roshev.
- Avena nigra Wallr.
- Avena occidentalis Durieu
- Avena pilosa Scop.
- Avena septentrionalis Malzev
- Avena sterilis Delile ex Boiss.
- Avena vilis Wallr.